# Der Sklave der Amazonen
Der Sklave der Amazonen (Originaltitel: Slave Girls) ist ein Abenteuerfilm aus dem Jahr 1967 mit Martine Beswick, Michael Latimer and Steven Berkoff.

## Handlung
David Marchant wird während einer Safari von den Mitgliedern eines primitiven Stammes überwältigt und in einen Tempel verschleppt, um ihn ihrem Gott zu opfern. Kurz bevor die Stammesmitglieder Marchant töten können, berührt er die Statue der Gottheit, woraufhin sich ein Spalt in der Zeit auftut, durch den er entkommen kann.
Er findet sich in einem Dschungel wieder, in dem er die blonde Saria kennenlernt. Sie ist Mitglied eines Stammes blonder Frauen, die von einem Stamm brünetter Frauen versklavt wurden. Die Herrscherin des dunkelhaarigen Stammes, Kari, möchte Marchant zu ihrem Liebhaber machen. Doch der stellt sich, abgestoßen von Karis Grausamkeit, auf die Seite der Sklavinnen, woraufhin er eingekerkert wird.
Voller Unsicherheit über das, was ihn erwarten wird, sucht Marchant nicht nur nach einem Weg aus seinem Gefängnis, sondern auch zurück in seine Zeit.

## Produktion
Der Film wurde in nur vier Wochen zwischen dem 10. Januar und 22. Februar 1966 in den Elstree Studios in Borehamwood aufgenommen. Die Dreharbeiten fanden ausschließlich in Studiokulissen statt. Für die Produktion wurden Bühnenbauten und Kostüme benutzt, die ursprünglich für den Film Eine Million Jahre vor unserer Zeit hergestellt wurden. Durch diese Vorgehensweise sollten die Kosten von 140.000 Pfund, die Eine Million Jahre vor unserer Zeit gekostet hatte, relativiert werden. Auch in Eine Million Jahre vor unserer Zeit spielte Martine Beswick eine Rolle.
In Deutschland startete der Film am 10. Februar 1967 in den Kinos, in den USA bereits im Januar desselben Jahres. In Großbritannien war Der Sklave der Amazonen als Hauptfilm in einer Doppelvorführung mit Das alte finstere Haus geplant, aber Regisseur Carreras befand den Film für nicht gut genug, um den Standards der Hammer-Filme gerecht zu werden. Daraufhin wurde er stark gekürzt und erschien als zweiter Film in einer Doppelvorführung mit Die Braut des Teufels. Deshalb startete der Film in Großbritannien erst im Juli 1968.
Das Drehbuch schrieb der Regisseur Michael Carreras, in den Credits wird er jedoch unter dem Pseudonym Henry Younger aufgeführt.
Die Rahmenhandlung von Der Sklave der Amazonen orientiert sich stark an der des Films Amazonen des Urwalds (Originaltitel: Prehistoric Women) von 1950. In den USA lief auch Der Sklave der Amazonen unter dem Titel Prehistoric Women in den Kinos.

## DVD-Veröffentlichung
Der Sklave der Amazonen ist in Deutschland am 1. April 2004 auf Kauf-DVD als Nummer 14 der Hammer-Edition erschienen.

## Kritiken
Das Lexikon des internationalen Films erblickte „sehr anspruchslose, mit Brutalitäten und ein bißchen Sex angereicherte Unterhaltung.“

„Die teilweise visuell recht ansprechenden Damen sind zwar ein netter optischer Aufputz, können das cinematographische Geplänkel aber auch nicht mehr retten. Insgesamt eine äußerst schwache Vorstellung.“

„Der Sklave der Amazonen gehört für mich zu den besten ‚Girls-Glamour‘-Filmen der Hammer-Reihe und wenn ihn auch anscheinend alle Welt als schlecht tituliert und ihm daher nur wenig Aufmerksamkeit zuteil wurde, sollte sich jeder seine eigene Meinung bilden, denn wie oben schon geschrieben: Geschmäcker sind verschieden und mir hat es vorzüglich gemundet.“

„Der Film ist in jeder Beziehung primitiv und langweilig.“